# Чукур
Чукур је насељено место у саставу града Костајнице, у Банији, Република Хрватска.

## Историја
Чукур се од распада Југославије до августа 1995. године налазио у Републици Српској Крајини.

## Становништво
На попису становништва 2011. године, Чукур је имао 114 становника.

## Попис 1991.
На попису становништва 1991. године, насељено место Чукур је имало 226 становника, следећег националног састава:
| Попис 1991.‍  | Попис 1991.‍  | Попис 1991.‍ | Попис 1991.‍ | Попис 1991.‍ |
| ------------ | ------------ | ----------- | ----------- | ----------- |
|              |              |             |             |             |
| Срби         | Срби         |             | 210         | 92,92%      |
| Хрвати       | Хрвати       |             | 3           | 1,32%       |
| Југословени  | Југословени  |             | 2           | 0,88%       |
| неопредељени | неопредељени |             | 7           | 3,09%       |
| непознато    | непознато    |             | 4           | 1,76%       |
| укупно: 226  |              |             |             |             |